# Azerbajdžanska nogometna reprezentacija
Azerbajdžanska nogometna reprezentacija je nacionalni nogometni sastav Azerbajdžana, pod vodstvom Azerbaycan Futbol Federasiyaları Assosiasiyası (hrv. Nogometni savez Azerbajdžana).
Raspadom Sovjetskog Saveza, Azerbajdžan je svoju prvu utakmicu od nezavisnosti odigrao u rujnu 1992. protiv reprezentacije Gruzije. Azerbajdžan, iako je teritorijalno smješten u Aziji, punopravan je član UEFA i FIFA, kontinentalnih i međunarodnih nogometnih saveza, te nosi Fifin kod – AZE. Službeni domaći stadioni su stadion Tofik Bakhramov i stadion Lankaran City. Najviši rang na FIFA-inoj ljestvici, Azerbajdžan je imao u lipnju 1999. (97. mjesto), dok je najniži rang postignut pet godina ranije, u lipnju 1994. (170. mjesto). Najviši rang prema Elo ljestvici, Azerbajdžan je imao 1993. godine – 100. mjesto, dok je najniži rang postignut u veljači 2001. – 151. pozicija.

## Nogometna povijest Azerbajdžana

### Počeci
Prvi azerbajdžanski klubovi osnovani su 1905. godine. To su bili klubovi koje su osnovale naftne kompanije iz Bakua. Azerbajdžanska nogometna reprezentacija, unatoč tome što je tada bila članica SSSR-a, odigrala je 1927. prve utakmice protiv Gruzije i Armenije, tada također članice SSSR-a. To su bile prijateljske utakmice u sklopu Trans-kavkaskog prvenstva koje se održavalo u Gruziji. Međutim, tijekom sovjetske ere, Azerbajdžan nije odigrao niti jednu međunarodnu nogometnu utakmicu.

### Od 1960-ih do 1990-ih
1960-e bile su zlatne godine azerbajdžanskog nogometa. Tada su igrali veliki igrači iz te zemlje kao što su Anatolij Baniševski i Alakbar Mammadov. Iz tog vremena poznat je i nogometni sudac Tofik Bakhramov, poznat po tome da je kao linijski sudac na Mundijalu 1966. u Engleskoj, domaćinu priznao kontroverzni gol u utakmici protiv Zapadne Njemačke.

### Od 1990-ih do danas
Nakon raspada Sovjetskog Saveza, Azerbajdžan je postao nezavisna država 1991., te je ubrzo nakon toga osnovan Nogometni savez Azerbajdžana. Poznati azerbajdžanski nogometaš Alekper Mamedov postao je prvi izbornik nacionalne selekcije. Kao izbornik, ostvario je skor od 3 pobjede i jednog poraza. 25. svibnja 1993. s nacionalnom reprezentacijom ostvario je prvu pobjedu od nezavisnosti, u utakmici protiv Gruzije.
Nogometni savez Azerbajdžana je 1994. primljen u kontinentalni UEFA i međunarodni FIFA savez.
Nacionalna reprezentacija je 1995. započela s kvalifikacijama za Europsko prvenstvo. Zbog sigurnosnih razloga, sve domaće utakmice kvalifikacije, igrane su u turskom gradu Trabzonu. Razlog je bio vojni sukob s Armenijom u svezi pripojenih enklava.
U veljači 2004. novim izbornikom Azerbajdžana postao je Brazilac Carlos Alberto Torres. On je na Mundijalu 1970. bio kapetan Carioca koje su tada osvojile svjetski naslov. Unatoč lošem startu, 6:0 poraz od Izraela, 18. veljače 2004., Azerbajdžan je prvi puta u reprezentativnoj povijesti pobijedio na gostovanju – 3:2 pobjeda protiv Kazahstana, 28. travnja 2004. Nakon što je momčad u lipnju 2005. s 3:0 poražena od Poljske, izbornik Carlos Alberto Torres je smijenjen.
Brazilca je zamijenio bivši trener Neftchija, Vagif Sadigov, koji je tada po treći puta postao nacionalni izbornik. Njega je u studenom 2005. zamijenio Šahin Dinijev. On je 31. listopada 2007. podnio ostavku, te je novi izbornik postao Makedonac Gjoko Hadžievski.

## Europska prvenstva

### Kvalifikacije
Azerbajdžan od 1995. kao član UEFA-e započinje sa sustavom kvalifikacija za EURO 1996. u Engleskoj. Međutim dosad se nikad nije kvalificirao u samu završnicu turnira.

### Kvalifikacije za EURO 2008.
Azerbajdžan je kroz sustav kvalifikacija za Europsko prvenstvo 2008. u Austriji i Švicarskoj, vodio Gjoko Hadžievski. Skupina A s Portugalom, Poljskom, Srbijom, Belgijom, Armenijom, Finskom i Kazahstanom, bila je jednostavno prejaka da Azerbajdžan izbori plasman kojim bi osigurao EURO 2008.
Izbornik Gjoko Hadžievski koji je tada vodio reprezentaciju, je smijenjen, a na njegovo mjesto je dovoden Nijemac Berti Vogts, koji je potpisao dvogodišnji ugovor.
| Momčad      | Ut. | Pob. | Ner. | Izg. | Po.G. | Pr.G. | G.Raz. | Bod. |
| ----------- | --- | ---- | ---- | ---- | ----- | ----- | ------ | ---- |
| Poljska     | 14  | 8    | 4    | 2    | 24    | 12    | +12    | 28   |
| Portugal    | 14  | 7    | 6    | 1    | 24    | 10    | +14    | 27   |
| Srbija      | 14  | 6    | 6    | 2    | 22    | 11    | +11    | 24   |
| Finska      | 14  | 6    | 6    | 2    | 13    | 7     | +6     | 24   |
| Belgija     | 14  | 5    | 3    | 6    | 14    | 16    | -2     | 18   |
| Kazahstan   | 14  | 2    | 4    | 8    | 11    | 21    | -10    | 10   |
| Armenija    | 12  | 2    | 3    | 7    | 4     | 13    | -9     | 9    |
| Azerbajdžan | 12  | 1    | 2    | 9    | 6     | 28    | -22    | 5    |

### Kvalifikacije za EURO 2012.
U studenom 2009., Nogometni savez Azerbajdžana produljio je s njemačkim stručnjakom Bertijem Vogtsom ugovor na još dvije godine. Tako će prvi puta u azerbajdžanskoj reprezentativnoj povijesti, neki izbornik voditi zemlju na dva kvalifikacijska ciklusa.

## Svjetsko prvenstvo

### Kvalifikacije za SP 2010.
Azerbajdžan je plasman za Svjetsko prvenstvo u Južnoj Africi "tražio" kroz skupinu 4, s Njemačkom, Rusijom, Finskom, Walesom i Lihtenštajnom. Reprezentacija je tijekom kvalifikacija skupila svega 5 bodova, te je završila na predposljednjem mjestu, ispred Lihtenštajna. Izbornik Berti Vogts, koji je doveden 2008. osvrnuo se na te kvalifikacije, te je izjavio: "Htjeli smo naučiti neke stvari od Njemačke, i pokušati iznenaditi Rusiju".
| Momčad      | Ut. | Pob. | Ner. | Izg. | Po.G. | Pr.G. | G.Raz. | Bod. |
| ----------- | --- | ---- | ---- | ---- | ----- | ----- | ------ | ---- |
| Njemačka    | 10  | 8    | 2    | 0    | 26    | 5     | +21    | 26   |
| Rusija      | 10  | 7    | 1    | 2    | 19    | 6     | +13    | 22   |
| Finska      | 10  | 5    | 3    | 2    | 14    | 14    | 0      | 18   |
| Wales       | 10  | 4    | 0    | 6    | 9     | 12    | -3     | 12   |
| Azerbajdžan | 10  | 1    | 2    | 7    | 4     | 14    | -10    | 5    |
| Lihtenštajn | 10  | 0    | 2    | 8    | 2     | 23    | -21    | 2    |

## Sukob s Armenijom
Raspadom Sovjetskog Saveza, Azerbajdžan i Armenija su početkom 1990-ih započeli s međusobnim vojnim sukobom zbog jedne sporne enklave. Tako je zbog sigurnosnih razloga Azerbajdžan sve svoje domaće utakmice kvalifikacija za EURO 1996. igrao u turskom gradu Trabzonu.
S vremenom se vojno-politički sukob smirio, tako da su nacionalne reprezentacije obje nacije nastupale u istoj kvalifikacijskoj skupini za EURO 2008. Međutim, odnosi između obje zemlje ubrzo su narušeni. Tako međusobni susreti ove dvije zemlje nisu održani.
UEFA kao kontinentalna nogometna federacija strogo zabranjuje upletanje politike u sve sfere nogometa. Međutim zbog političkih, ali prije svega sigurnosnih razloga, napravljena je iznimka. Tako je primjerice 2009. u Poljskoj održan ždrijeb kvalifikacijskih skupina za EURO 2012. Prije samog ždrijeba, čelnici UEFA-e donijeli su pravilo prema kojem obje reprezentacije neće nastupiti u istoj skupini. Kako je Azerbajdžan izvučen u skupini s Armenijom, azerska kuglica je maknuta, te je umjesto nje izvučen drugi predstavnik. Time je Azerbajdžan direktno "premješten" u sljedeću skupinu.

## Stadion
Većinu domaćih utakmica, Azerbajdžan igra na stadionu Tofik Bakhramov, koji se nalazi u glavnom gradu zemlje, Baku. To je glavni stadion azerbajdžanske nogometne reprezentacije, još od neovisnosti od SSSR-a.
Danas se neke utakmice igraju i na stadionu Lankaran City, iz istoimenog grada Lankarana, nakon što je stadion zadovoljio kriterije UEFA-e.
Novi Olimpijski stadion Baku trenutno je u izgradnji, a imat će kapacitet od 65.000 sjedećih mjesta. Nakon 2012. ovaj stadion koristit će se za većinu važnih utakmica reprezentacije Azerbajdžana.

## Uspjesi na velikim natjecanjima
| Prvenstvo                    | Rezultat                  |
| ---------------------------- | ------------------------- |
| Urugvaj 1930.                | Sudjelovao kao dio SSSR-a |
| Italija 1934.                | Sudjelovao kao dio SSSR-a |
| Francuska 1938.              | Sudjelovao kao dio SSSR-a |
| Brazil 1950.                 | Sudjelovao kao dio SSSR-a |
| Švicarska 1954.              | Sudjelovao kao dio SSSR-a |
| Švedska 1958.                | Sudjelovao kao dio SSSR-a |
| Čile 1962.                   | Sudjelovao kao dio SSSR-a |
| Engleska 1966.               | Sudjelovao kao dio SSSR-a |
| Meksiko 1970.                | Sudjelovao kao dio SSSR-a |
| SR Njemačka 1974.            | Sudjelovao kao dio SSSR-a |
| Argentina 1978.              | Sudjelovao kao dio SSSR-a |
| Španjolska 1982.             | Sudjelovao kao dio SSSR-a |
| Meksiko 1986.                | Sudjelovao kao dio SSSR-a |
| Italija 1990.                | Sudjelovao kao dio SSSR-a |
| SAD 1994.                    | Nije sudjelovao           |
| Francuska 1998.              | Nije se kvalificirao      |
| Južna Koreja i Japan 2002.   | Nije se kvalificirao      |
| Njemačka 2006.               | Nije se kvalificirao      |
| Južnoafrička Republika 2010. | Nije se kvalificirao      |
| Brazil 2014.                 | Nije se kvalificirao      |
| Rusija 2018.                 | Nije se kvalificirao      |

| Prvenstvo                  | Rezultat                   |
| -------------------------- | -------------------------- |
| Francuska 1960.            | Sudjelovao kao dio SSSR-a  |
| Španjolska 1964.           | Sudjelovao kao dio SSSR-a  |
| Italija 1968.              | Sudjelovao kao dio SSSR-a  |
| Belgija 1972.              | Sudjelovao kao dio SSSR-a  |
| Jugoslavija 1976.          | Sudjelovao kao dio SSSR-a  |
| Italija 1980.              | Sudjelovao kao dio SSSR-a  |
| Francuska 1984.            | Sudjelovala kao dio SSSR-a |
| SR Njemačka 1988.          | Sudjelovao kao dio SSSR-a  |
| Švedska 1992.              | Sudjelovao kao dio SSSR-a  |
| Engleska 1996.             | Nije se kvalificirao       |
| Belgija i Nizozemska 2000. | Nije se kvalificirao       |
| Portugal 2004.             | Nije se kvalificirao       |
| Austrija i Švicarska 2008. | Nije se kvalificirao       |
| Poljska i Ukrajina 2012.   | Nije se kvalificirao       |
| Francuska 2016.            | Nije se kvalificirao       |

## Reprezentativci

### Trenutna momčad
| #         | Pozicija          | Ime                  | Datum rođenja       | Klub            |
| --------- | ----------------- | -------------------- | ------------------- | --------------- |
| 1         | Vratar            | Farhad Velijev       | 1. studenog 1980.   | FK Qarabağ      |
| 23        | Vratar            | Kamran Agajev        | 9. veljače 1986.    | Khazar Lankaran |
|           | Vratar            | Salakhat Agajev      | 4. studenog 1991.   | Inter Baku      |
| 14        | Branič            | Rašad Sadigov        | 16. lipnja 1982.    | FK Qarabağ      |
| 4         | Branič            | Mahir Šukurov        | 12. prosinca 1982.  | Anži Mahačkala  |
| 2         | Branič            | Rail Melikov         | 18. prosinca 1985.  | Neftçi Baku     |
| 3         | Branič            | Sa؛a Yunisoğlu       | 18. prosinca 1985.  | FK Baku         |
|           | Branič            | Vladimir Levin       | 23. siječnja 1984.  | Inter Baku      |
| 5         | Branič            | Elnur Allahverdijev  | 2. studenog 1983.   | Khazar Lankaran |
| 18        | Branič            | Maksim Medvedev      | 29. rujna 1989.     | FK Qarabağ      |
| 15        | Branič            | Elnur Allahverdijev  | 10. listopada 1987. | Neftçi Baku     |
| 9         | Branič            | Samir Abbasov        | 1. veljače 1978.    | Inter Baku      |
|           | Vezni             | Rašad Sadiqov        | 8. listopada 1983.  | FK Qarabağ      |
| 8         | Vezni             | Aleksandr بertoganov | 8. veljače 1980.    | Inter Baku      |
|           | Vezni             | Tural Jalilov        | 28. studenog 1986.  | Simurq PFC      |
| 10        | Vezni             | Elvin Mammadov       | 18. srpnja 1988.    | FK Baku         |
| 17        | Vezni             | Fلbio Ramim          | 10. travnja 1981.   | Inter Baku      |
|           | Vezni             | Rahid Amirqulijev    | 1. rujna 1989.      | Khazar Lankaran |
| 6         | Vezni             | Araz Abdullajev      | 19. ožujka 1992.    | Everton         |
| 7         | Napadač           | Vagif Javadov        | 25. svibnja 1989.   | FC Twente       |
|           | Napadač           | Anatolij Ponomarev   | 12. lipnja 1982.    | Orduspor        |
| 17        | Napadač           | Vüqar Nadirov        | 15. lipnja 1987.    | FK Qarabağ      |
| 24        | Napadač           | Farid Gulijev        | 6. siječnja 1986.   | Neftçi Baku     |
| Izbornik: | Robert Prosinečki |                      |                     |                 |

### Ostali igrači
| # | Pozicija | Ime               | Datum rođenja      | Klub            |
| - | -------- | ----------------- | ------------------ | --------------- |
|   | Branič   | Vurgun Husejnov   | 25. travnja 1988.  | Khazar Lankaran |
|   | Vezni    | Afran Ismajilov   | 8. listopada 1988. | FK Qarabağ      |
|   | Vezni    | Amit Guluzade     | 25. travnja 1988.  | Neftchi Baku    |
|   | Vezni    | Arif Dašdemirov   | 25. travnja 1988.  | Gabala FC       |
|   | Napadač  | Bahtijar Soltanov | 21. lipnja 1989.   | FK Baku         |
|   | Napadač  | Rauf Alijev       | 12. veljače 1989.  | FK Qarabağ      |

## Statistike
| Broj | Igrač             | Godine           | Nastupi | Golovi |
| ---- | ----------------- | ---------------- | ------- | ------ |
| 1    | Rašad Sadigov*    | 2001. – 2017.    | 111     | 5      |
| 2    | Aslan Kerimov     | 1994. – 2008     | 80      | 0      |
| 3    | Kamran Agaev*     | 2008. – trenutno | 79      | 0      |
| 4    | Mahir Šukurov*    | 2004. – 2015.    | 76      | 4      |
| 05   | Mahmud Gurbanov   | 1994. – 2008.    | 75      | 1      |
| 05   | Tarlan Ahmadov    | 1992. – 2005.    | 75      | 0      |
| 6    | Gurban Gurbanov   | 1992. – 2005.    | 68      | 14     |
| 7    | Emin Agajev       | 1992. – 2005.    | 65      | 1      |
| 8    | Vugar Nadirov*    | 2004. – trenutno | 61      | 4      |
| 9    | Rahif Amirguljev* | 2007. – trenutno | 60      | 3      |
| 10   | Vagif Džavadov*   | 2006. – trenutno | 58      | 9      |

| Broj | Igrač             | Godine           | Golovi | Nastupi |
| ---- | ----------------- | ---------------- | ------ | ------- |
| 1    | Gurban Gurbanov   | 1992. – 2005.    | 14     | 68      |
| 2    | Vagif Džavadov*   | 2006. – trenutno | 9      | 58      |
| 3    | Dimitrij Nazarov* | 2014. – trenutno | 8      | 41      |
| 04   | Elvin Mamadov*    | 2008. – trenutno | 7      | 37      |
| 04   | Branimir Subašić  | 2007. – 2013.    | 7      | 40      |
| 04   | Rauf Alijev*      | 2010. – trenutno | 7      | 47      |
| 7    | Zaur Tagizade     | 1997. – 2008.    | 6      | 40      |
| 08   | Nazim Sulejmanov  | 1992. – 1998.    | 5      | 24      |
| 08   | Faruk Ismailov    | 1998. – 2007.    | 5      | 34      |
| 08   | Vidadi Rzaev      | 1992. – 2001.    | 5      | 38      |
| 08   | Rašad Sadigov*    | 2001. – 2017.    | 5      | 111     |
| 08   | Afran Ismailov*   | 2008. – trenutno | 5      | 40      |

## Popis izbornika
| Ime izbornika         | Reprezentativna karijera | Br. utak. | Pob. | Ner. | Izg. | Pob. u % |
| --------------------- | ------------------------ | --------- | ---- | ---- | ---- | -------- |
| Alakbar Mammadov      | 1992. – 1993.            | 4         | 3    | 0    | 1    | 75,00    |
| Kazbek Tuajev         | 1993. – 1994.            | ???       | ???  | ???  | ???  | ???      |
| Agaselim Mirjavadov   | 1994. – 1995.            | ???       | ???  | ???  | ???  | ???      |
| Kazbek Tuajev         | 1995. – 1997.            | ???       | ???  | ???  | ???  | ???      |
| Vagif Sadigov         | 1997. – 1998.            | ???       | ???  | ???  | ???  | ???      |
| Ahmad Alaskarov       | 1998. – 2000.            | ???       | ???  | ???  | ???  | ???      |
| Igor Ponomarijov      | 2000. – 2001.            | ???       | ???  | ???  | ???  | ???      |
| Vagif Sadigov         | 2002.                    | ???       | ???  | ???  | ???  | ???      |
| Asgar Abdulajev       | 2003. – 2004.            | 2         | 1    | 1    | 0    | 50,00    |
| Carlos Alberto Torres | 2004. – 2005.            | 18        | 2    | 6    | 10   | 11,11    |
| Vagif Sadigov         | 2005.                    | 5         | 0    | 1    | 4    | 0,00     |
| Šahin Dinijev         | 2005. – 2007.            | 20        | 4    | 7    | 0    | 20,00    |
| Gjoko Had‍žievski       | 2007. – 2008.            | 3         | 0    | 1    | 2    | 0,00     |

## Vanjske poveznice
- Azerbajdžanski nogometni savez
- Arhiva nacionalnih rezultata od 1979. do 2004.
- Izvještaj UEFA-e od prvoj reprezentativnoj pobjedi
- Azerifootball.com
- Azerisport.com
- Day.az